# El Horla
El Horla (en francés: Le Horla) es un relato corto de terror de 1887 escrito por Guy de Maupassant, partiendo de una versión inicial, mucho más breve, publicada en el periódico Le Gil Blas el 26 de octubre de 1886. Existen tres versiones del relato, la última es la más consultada actualmente, más larga que las anteriores y publicada en 1887 en la antología de relatos del mismo nombre.
El autor describe la decadencia progresiva y dramática del narrador perseguido por una criatura invisible, llamada "el Horla", que desconoce si es real o el resultado de un trastorno psiquiátrico. Intentará deshacerse de este por todos los medios posibles. En este relato psicológico, Maupassant presenta un personaje autodestructivo constantemente torturado, inicialmente vencido por la duda y que acaba hundiéndose en la demencia a través de diversos estados, como paranoia, alucinaciones, ataques de ansiedad, parálisis del sueño, con los que debatirá.
La forma de diario personal de la segunda versión, la más conocida, promueve aún más la identificación con el narrador. El Horla tiene la particularidad de ser la primera obra de ficción que presenta la evolución de un trastorno mental desde su perspectiva médica a través del pensamiento de quien lo padece.

## Historia
El Horla tiene su origen en un cuento de Maupassant, Carta de un loco, publicado bajo el seudónimo de Maufrigneuse, en 1885 en el diario Le Gil Blas, que ya desarrolla la misma historia, sin que se mencione el nombre de “Horla”.
Maupassant toma entonces los elementos principales de Carta de un loco para escribir otras dos versiones de la historia bajo el título El Horla. La primera versión se publicó en 1886 en también en Le Gil Blas. La segunda versión, más conocida y más extensa, apareció en 1887 en una colección de cuentos del mismo nombre.
Las tres versiones del cuento aparecen en tres formas literarias diferentes: Carta de un loco, como su título indica, es una carta ficticia, la primera versión de El Horla es una narración enmarcada y la segunda versión toma la forma de un diario personal inacabado que hace temer que su dueño haya caído en la locura o se haya suicidado.
La escritura de El Horla coincide con los inicios de la locura de Maupassant, cada vez más víctima de alucinaciones y de doble personalidad a causa de la sífilis que contrajo. También intentó suicidarse en 1892.

## Sinopsis

### Carta de un loco
Carta de un loco narra la confesión de un hombre que duda de su razón y que expone su estado a su médico. El hombre (cuyo nombre desconocemos) describe los sentidos después de leer una colección de textos. Esto le molestó mucho y por eso empezó a preguntarse por la realidad, a dudar de sus sentidos. ¿Y si el humano fuera solo un ser imperfecto, si el pequeño fuera solo lo que el ojo puede ver y el gigante el reflejo de nuestros límites? El hombre cuestiona el juicio de lo Conocido de la Realidad. Porque la Realidad depende enteramente de nuestros sentidos y por tanto es falsa porque nuestros sentidos son limitados. El hombre entonces se pregunta si puede ver lo Invisible. Termina viéndolo y se vuelve loco.

### Primera versión
El doctor Marrande, un alienista, invita a unos compañeros a escuchar el testimonio de uno de sus pacientes en un hogar para enfermos mentales. El paciente relata varios hechos que le sucedieron y para los que sólo encuentra una explicación: ha llegado un nuevo ser, al que él mismo bautizó "el Horla", y tiene los medios para dominar a la humanidad. En su informe final, el doctor no puede juzgar si el paciente o él mismo están locos, o si el Horla es real.

### Segunda versión

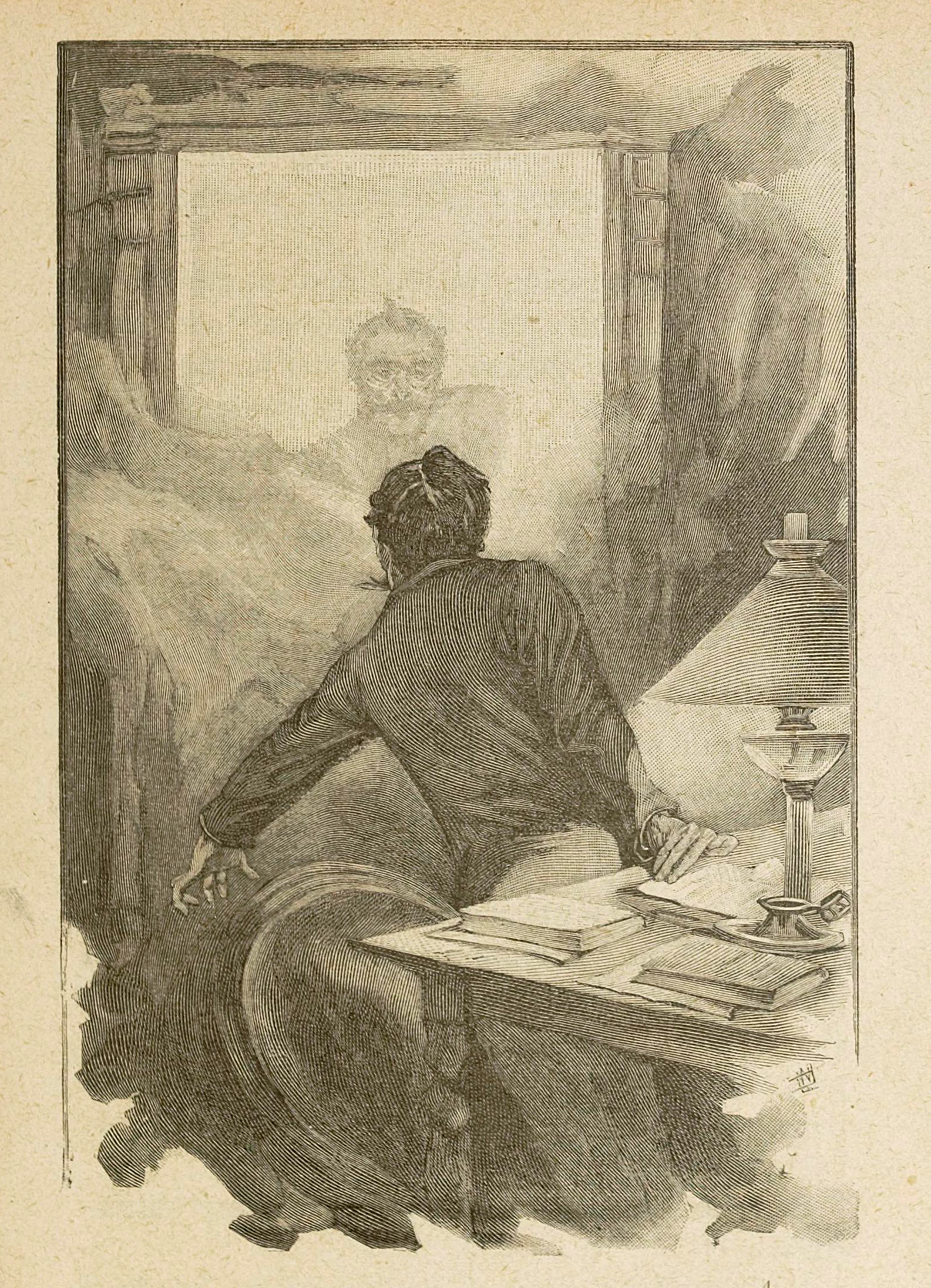
El Horla, grabado en madera de Georges Lemoine (1859-1922) según un dibujo de William Julian-Damazy. Gallica, Biblioteca Nacional de Francia.

La historia se desarrolla en la casa de campo del narrador, cerca de Ruán, a orillas del Sena, en donde pasa el tiempo descansando en el jardín, viendo los enormes barcos navegar, y en París a donde viaja para distraerse un poco de sus aflicciones y visitar a su familia.
En forma de diario personal, el narrador, un hombre burgués, soltero y de clase alta, transmite sus pensamientos inquietantes y sus sentimientos de angustia. Esta angustia ocurre durante cuatro días después de que ve una "soberbia corbeta brasileña" e impulsivamente lo saluda porque le agradó a la vista.
A su alrededor, siente la presencia de un ser al que llama "Horla". El tormento que provoca el Horla se manifiesta primero físicamente: el narrador se queja de que sufre de "una fiebre atroz" y de que le cuesta dormir. Se despierta de las pesadillas con la escalofriante sensación de que alguien lo está mirando y "se arrodilla sobre mi [su] pecho". Cada noche, mientras duerme, esta presencia lo invade y bebe su vida. El narrador decide irse por unos días al monte Saint-Michel y regresa a casa aparentemente curado. Sin embargo, a los pocos días los síntomas y miedos regresan, y siente que algo lo rodea y lo controla.
A lo largo del cuento, la cordura del narrador, o mejor dicho, sus sentimientos de alienación, se ponen en duda a medida que el Horla domina progresivamente sus pensamientos. Inicialmente, el propio narrador cuestiona su cordura y exclama "¿Habré perdido la razón?" después de haber encontrado su vaso de agua vacío, a pesar de no haber bebido de él. El narrador viaja a París en los días anteriores y posteriores a la Fiesta Nacional de Francia en los que visita a su prima, quien es sometida a una sesión de hipnotismo.
Más tarde, al volver a casa, decide que, en realidad, no se está volviendo loco, ya que es plenamente "consciente" de su "estado"; y que, efectivamente, podría "analizarlo con la más completa lucidez". La presencia del Horla se vuelve cada vez más intolerable para el protagonista, ya que está "observándolo... mirándolo... [y] dominándolo".
Debido a los sucesos inexplicables, el narrador empieza a cuestionar su propia cordura. El tiempo pasa hasta que un día, en el periódico, encuentra una noticia sobre los habitantes de Sao Paulo, Brasil, quienes han huido de sus casas lamentando el hecho de que "[son] perseguidos, poseídos, gobernados como un rebaño humano por... una especie de vampiros, que se alimentan con sus vidas durante el sueño... y beben agua". El narrador pronto se da cuenta de que el Horla estaba a bordo de la corbeta brasileña que había saludado previamente, invitando inconscientemente al ser sobrenatural a bordo del barco a rondar su casa.
El narrador se hunde poco a poco en la locura, se siente tan "perdido" y "poseído" hasta el punto de que está dispuesto a matar al Horla y toma medidas cada vez más drásticas para lograrlo; incluso llega a decidir que no puede seguir viviendo mientras la criatura esté cerca. El narrador atrapa al Horla en una habitación y prende fuego a la casa, pero se olvida de sus sirvientes, que mueren en el incendio. En las últimas líneas del relato, ante la persistencia de la presencia de Horla, concluye que el suicidio es su única liberación.

## Personajes
El Narrador: un joven de clase alta que pasa su tiempo entre su casa de campo y Paris. Es soltero y vive solo con sus criados. Nunca tuvo amigos. El relato deja abierto si el Horla es real o una alucinación, o si se quita la vida.
El Horla: El Horla es una criatura invisible a simple vista, sin embargo, su cuerpo no parece totalmente inexistente porque puede mover objetos (como las páginas de un libro o una rosa), beber agua o leche, y nubla el reflejo del narrador en el espejo. Tiene una consistencia material, pero nadie puede determinar su forma. También parece ser capaz de hablar, ya que el narrador dice que la criatura le ha dicho su nombre.

## Análisis

### Inspiraciones de Maupassant
El aspecto fantástico de la historia surge de la duda creada entre los lectores sobre la demencia del narrador o la realidad de los hechos que relata. El propio Maupassant padecía trastornos: tenía la impresión de verse fuera de sí mismo o de ser un extraño para la persona que veía en el espejo. La conclusión, que evoca el suicidio como solución, puede verse como un reflejo del sentimiento del autor de no ver más una salida. El Horla es la culminación de una serie de cuentos que hacen referencia a un sentimiento de doble y luego a un ser monstruoso o sobrenatural.
Maupassant renovó el tema del doble, presente en la literatura fantástica desde Hoffmann, utilizando las últimas reflexiones científicas y médicas de moda, en particular la hipnosis y los trabajos sobre la histeria de Jean-Martin Charcot en el Salpêtrière. La investigadora Marie-Neige Cordonnier afirma que Maupassant, como Zola y otros autores, asistió a las demostraciones del profesor Charcot.. Sin embargo, no se debe exagerar el impacto de Charcot en la obra de Maupassant, sobre todo porque las relaciones documentadas entre el escritor y el neurólogo siguen siendo imprecisas.
Maupassant, en la segunda versión de El Horla, cita dos veces el nombre de Mesmer, así como la Escuela de Nancy (École de Nancy), pionera entonces en el campo de la psicoterapia basada en la hipnosis, en competencia con la obra de Charcot. Algunos autores afirman que Maupassant podría haber asistido a la École de Nancy.
Se describe una sesión de hipnosis realizada a la prima del narrador: ella recibe la sugestión post-hipnótica de ir al día siguiente de la sesión de hipnosis a pedir 5 000 francos a su primo en nombre de su marido. La historia también describe algunas alucinaciones. Maupassant, por el contrario, ignora el nombre de Charcot en la historia.

### Características de la criatura

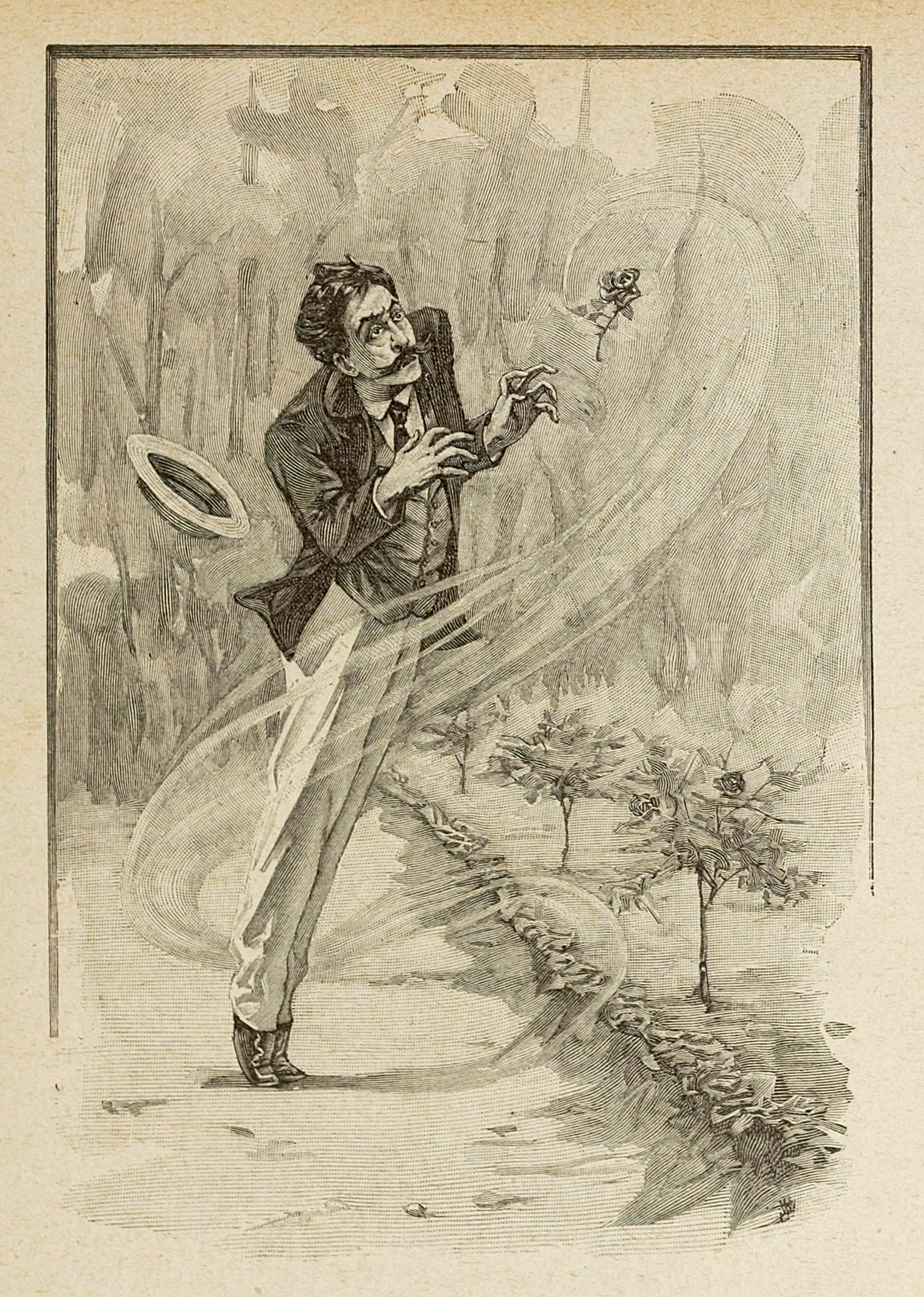
Ilustración de William Julian-Damazy, sobre el pasaje en el que el Horla toma una rosa y la levanta en el aire ante la mirada del narrador que no ve a la criatura. Gallica, Biblioteca Nacional de Francia.

El Horla es un ser invisible a simple vista, lo que le confiere su superioridad. Así es como logra mantener su control sobre el narrador. Sin embargo, su cuerpo no parece totalmente inmaterial porque el Horla puede mover objetos (como una rosa o una página de un libro), beber agua y leche, o incluso interponerse entre el narrador y el reflejo de este último en el espejo, que luego ya no se refleja correctamente. Por lo tanto, probablemente tenga una consistencia material, pero sin que se pueda determinar su forma. También parece capaz de hablar con los humanos ya que, en la segunda versión, el narrador dice que escucha a la criatura decirle que se llama Horla (mientras que en la primera versión, el personaje dice que él mismo la bautizó así).

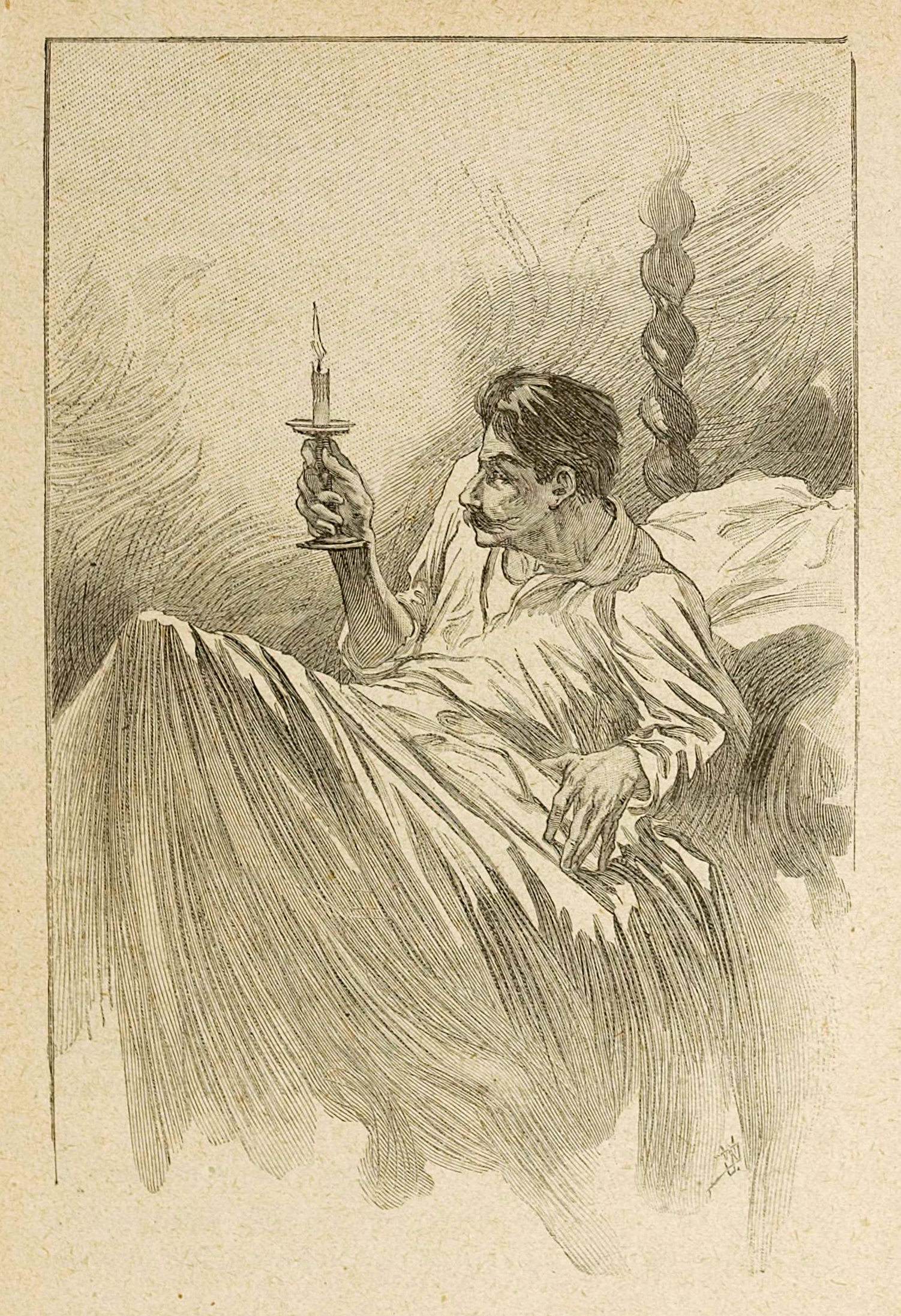
"Y de pronto, me despierto, enloquecido, bañado en sudor. Enciendo una vela. Estoy solo."
Grabado sobre madera de Georges Lemoine a partir de un diseño de William Julian-Damazy, Librairie Gallica, Biblioteca Nacional de Francia.

En la segunda versión, el narrador entiende, a partir de un artículo científico, que la criatura apareció por primera vez en Brasil, donde es considerada un "vampiro espectral", antes de abordar un barco para llegar a Francia. El Horla, como un súcubo, se alimenta de su presa mientras duerme  y devora su cordura provocándole pesadillas. El narrador lo considera el máximo depredador del hombre, capaz de existir entre lo tangible y lo invisible. A través de ataques repetidos, se vuelve capaz de tomar el control de su presa mediante la influencia, en particular para disuadirla de huir. También parece reacio a salir de casa, lo que refleja el comportamiento de un parásito más que de un depredador, pero no duda en perseguir a su presa si siente que no regresa. El hecho de que transforme la mente sin borrar la conciencia aumenta la duda sobre su existencia real porque el soñador se siente consciente, observado y aterrorizado por su presencia, pero se muestra incapaz de hablar de ello incluso fuera de su influencia. En efecto, la locura y otros trastornos psicológicos pueden desacreditar la existencia de la criatura proporcionando explicaciones racionales a los diversos fenómenos experimentados u observados por el narrador: trastornos de parálisis del sueño, paranoia, alucinaciones, etc.
Si el Horla existe, el narrador intenta apoderarse de él varias veces, pero también matarlo o encerrarlo en una habitación, sin éxito. Si no existe, entonces el narrador ahuyenta una imagen de sí mismo, un símbolo en el que su mente psicótica ha depositado toda su locura naciente y desea su supresión. El miedo a volverse loco desaparece una vez que sale de su mansión y se encuentra con amigos; entonces se siente normal.
A pesar de la ausencia de información sobre la posible apariencia física del Horla en los cuentos de Maupassant, los artistas que ilustraron publicaciones de El Horla, como William Julian-Damazy, han ofrecido en ocasiones visiones tanto fantasmales como antropomorfas de esta criatura.
La existencia del monstruo es, en definitiva, una pura hipótesis en la cabeza de un único personaje. Negando la locura que apareció dentro de él, le da una forma, una razón y una identidad para tener algo a lo que apuntar y atacar, en lugar de capitular y hundirse. Sin embargo, hay una pista que la simple locura no puede explicar: cuando el hombre se ausenta sin motivo, el Horla sospecha y puede ir a asegurarse de que volverá al nido pero también puede tener paciencia cuando sabe que volverá. y por eso ataca a los sirvientes. Si no sólo tuvieron pesadillas, entonces el Horla sí existe.

### Origen y uso de la palabra "Horla"
La palabra “Horla” en sí no es francesa sino un neologismo creado por Maupassant. Se han propuesto varias hipótesis para explicar su origen.
- Podría estar compuesto tanto por la expresión en francés hors-la-loi (“fuera de la ley”, en el sentido de bandolero) como por la palabra normanda “horsain” que significa “extranjero”.[7]
- La traductora estadounidense Charlotte Mandell (1968-), que ha traducido El Horla para la editorial Melville House, sugiere en un epílogo que la palabra "horla" es un acrónimo de las palabras francesas hors ("afuera") y là ("allí") y que "el horla" suena como "El forastero, el exterior, el que está afuera", y puede interpretarse transliteralmente como "lo que hay ahí afuera".[8] Así, se crea un oxímoron destinado a resaltar tanto la anormalidad de esta criatura como su presencia.

“El Horla” es el nombre con el que Maupassant bautizó al aerostato de Mallet y Jovis, cuya construcción financió y que transportó al escritor, en julio de 1887, desde las fábricas de gas de la rue d'Aubervilliers (en el barrio parisino de la Villette) hasta Heyst, al norte de Brujas en Bélgica.

“En el patio de entrada está el globo, un gran trozo de lona amarilla, aplastado en el suelo, bajo una red. A esto se le llama echar una red; y parece, de hecho, un enorme pez capturado y muerto. Doscientas o trescientas personas lo miran, sentadas o de pie, o examinan la cesta, una bonita cesta cuadrada, una cesta de carne humana que lleva en un costado, en letras doradas, en una placa de caoba: «Le Horla »."
— Guy de Maupassant. "De Paris à Heyst.". Texto publicado en Le Figaro el 16 de julio de 1887.

## Influencias

### En la literatura
- La Secuencia de Bartimeo (2003-2010) presenta a los horlas como espíritus poderosos, que aparecen como apariciones sombrías que causan locura en los humanos, similar al Horla del cuento.
- El escritor de terror estadounidense H. P. Lovecraft, en su ensayo El horror sobrenatural en la literatura (1927), ofrece su propia interpretación de la historia:

"Al relatar la llegada a Francia de un ser invisible que vive de agua y leche, influye en las mentes de los demás y parece ser la vanguardia de una horda de organismos extraterrestres que llegaron a la Tierra para subyugar y abrumar a la humanidad, esta tensa narración es quizás sin par en su departamento particular."

El Horla ha sido citada como inspiración para La llamada de Cthulhu de Lovecraft, que también presenta a un ser extraterrestre que influye en las mentes y que está destinado a conquistar a la humanidad.
- El Horla es la inspiración para el cuento de Robert Sheckley The New Horla (2000) en su colección Uncanny Tales.
- La primera novela de Kingsley Amis, La suerte de Jim (1954, capítulo 6), describe a Jim Dixon, un profesor invitado en una universidad, que se despierta en la habitación de huéspedes propiedad del colega senior de cuya buena voluntad depende para continuar en su trabajo el próximo año académico, y descubre que se ha quedado dormido borracho y ha quemado mantas y sábanas y sobre una mesita de noche. "¿Se había hecho todo esto solo? ¿O había acampado en su habitación un caminante, un ladrón? ¿O había sido víctima de algún Horla aficionado al tabaco?"

### En la cultura popular

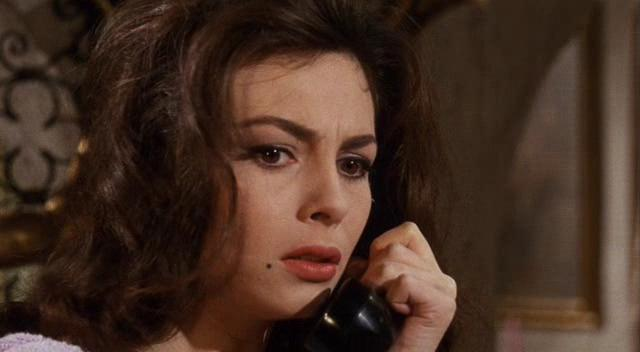
Michèle Mercier en un fotograma
de la historia "El Teléfono" en la película Black Sabbath (1963).

- La película El diario de un loco (1963), protagonizada por Vincent Price y Nancy Kovack, está vagamente basada en El Horla.[11]
- El episodio de Star Trek: la serie original, "El lobo en el redil" (1967), presenta una entidad parecida al Horla.
- Los Horlas se mencionan o aparecen en varias historias de la serie antológica Tales of the Shadowmen, donde las historias comparten la presunción de tener lugar en un mundo ficticio donde todos los personajes y eventos de la ficción pulp, y en particular de la literatura de aventuras francesa, en realidad existen en el mismo universo. Así, se incluye una historia en la que Solomon Kane se encuentra con un Horla.
- El crítico de cine estadounidense Tim Lucas (1956-) ha argumentado que El Horla también es una influencia en la historia "El Teléfono" de Mario Bava, que aparece en su película Black Sabbath (1963).[12] Sin embargo, parece referirse a la versión estadounidense, en donde "El Teléfono" es una historia de fantasmas; mientras que en la original italiana se involucra lesbianismo, prostitución y venganza.
- "The Horla" es el título de una canción de la banda británica de heavy metal Angel Witch, que aparece en su álbum de 2012 As Above, So Below.
- La tercera canción del álbum debut del artista francés de hip-hop Nekfeu, Feu (2015), se titula "Le Horla".

## El Horla(colección de cuentos)
El Horla es una colección de cuentos de Guy de Maupassant, publicada en 1886.
La colección reúne cuentos publicados, en su mayor parte, en la segunda mitad de 1886. La edición fue confiada al editor y librero francés Paul Ollendorff (1851-1920), que ya había publicado Las hermanas Rondoli (1884) y El señor Parent (1885) del mismo autor. El volumen fue anunciado en la  Bibliographie de la France (actualmente la Bibliographie nationale française, una publicación de la Biblioteca Nacional de Francia) el 17 de mayo de 1887 y se puso a la venta inmediatamente.

### Cuentos
La colección está compuesta por los siguientes catorce cuentos:
| - El Horla (1886) - Amor (1886) - El pozo o El remanso (1886) - ¡Salvada! (1885) - Campanilla o La señora Balancín (1886) - El marqués de Fumerol (1886) - La seña (1886) | - El diablo (1886) - Los reyes (1887) - En el bosque (1886) - Una familia (1886) - Joseph o José (1885) - El albergue o La hospedería (1886) - El vagabundo (1887) |